# Jalšovec
Jalšovec – wieś w Chorwacji, w żupanii medzimurskiej, w gminie Štrigova. W 2011 roku liczyła 144 mieszkańców.